# متلازمة كابلان
متلازمة كابلان (بالإنجليزية: Caplan`s syndrome)‏ .')و هي عبارة عن وجود عقد روماتويدية في الأنسجة الرئوية مع سحار رئوي ( Pneumoconiosis ) .

## الأعراض
يعاني المريض المصاب بمتلازمة كابلان من كحة و صعوبة في التنفس . يظهر الفحص من قبل العقيدات متعددة وكبيرة، تصل إل5 سم القطر، والتطور السريع للغاية، وأحيانا في بضعة أسابيع مع ضئيلة أو معدومة
Micronodules الخلفية، مؤشرات سحار. الآفات الرئوية قد التجويف و
تسبق أحيانا مظهر من مظاهر آلام المفاصل من التهاب المفاصل. من وجهة نظر علم الأمراض، والآفات متميزة عن التليف ضخمة التدريجي وعقيدات مشابهة لالتهاب المفاصل الروماتويدي.

## التشخيص
ينبغي أن يتم التشخيص التفريقي أهم مع الانبثاث الرئة والأشكال سحار الكاذب، والتليف ضخمة التدريجي الناجم عن المسار السريع. اختبارات وظائف
الروماتيزمية عملية نشطة مؤشر على التهاب المفاصل الروماتيزمي، جنبا إلى جنب مع تاريخها والنتائج السريرية والمهنية الإشعاعية، تشير إلى تشخيص متلازمة كابلان.

## العلاج
تحدث متلازمة كابلان فقط في المرضى الذين يعانون من التهاب المفاصل الروماتويدي على حد سواء وسحار المتعلقة بالالتهاب الغبار التعديني (الفحم، والأسبستوس، والسليكا). وتحدث هذه الحالة في المناجم (وخاصة عند أولئك الذين يعملون في انثراسايت الفحم )، تليف، السحار وتغبر الرئة . هناك ربما أيضا استعداد وراثي، ويعتقد أن التدخين عاملا مساعد.

## وصلات إضافية
- 00057 على النص التشعبي التعاوني للأشعة (CHORUS)
- 932839427 في مفكرة المُمارِس العام
- Chest CT Caplan Syndrome Radiology

قالب:Diseases of the musculoskeletal system and connective tissue